# Telemetro
Telemetro est une chaîne de télévision panaméenne.